# 예천권씨 영사당종택
예천권씨 영사당종택(醴泉權氏 永思堂宗宅)은 경상북도 예천군 용문면에 있는 종택이다. 2003년 12월 15일 경상북도의 문화재자료 제454호로 지정되었다.

## 개요
이 건물은 임란 때 의병장으로 활약하였던 영사당 권우(權祐, 1520 ~ 1593)가 1580년경에 건립한 살림집이다. 현재의 종택(宗宅)은 1780년을 전후하여 중수(重修)한 것인데, 안 대청의 좌우에 둔 도장방이나, 사랑방 공간이 발달되지 못한 점, 도장방 상부에 있는 더그매와 대청 뒷벽의 구성 등은 건립 당시의 모습을 보여 주고 있어 주거사 연구의 좋은 자료가 되고 있다.

## 참고 문헌
- 예천권씨영사당종택 - 국가유산청 국가유산포털